# Eutetrapha ocelota
Eutetrapha ocelota là một loài bọ cánh cứng trong họ Cerambycidae.